# Norceca Final Six 2021 (damer)
NORCECA Final Six  2021 utspelade sig mellan 13 och 19 september 2021 i Santo Domingo, Dominikanska republiken. Det var den första upplagan av tävlingen och sex landslag från NORCECA:s medlemsförbund deltog. Dominikanska republiken vann turneringen genom att besegra Mexiko i finalen. Prisilla Rivera utsågs till mest värdefulla spelare, medan Fernanda Rodríguez var främsta poängvinnare

## Arenor
|                                                                    |  |  |
|                                                                    |  |  |
| Palacio del Voleibol Stad: Santo Domingo Kapacitet: - Öppnad: 2003 |  |  |

## Regelverk
Tävlingen genomfördes i två omgångar.
- Lagen spelade först ett gruppspel där alla mötte alla.
- De fyra bästa lagen gick vidare till cupspel med semifinaler, final och match om tredjepris. Alla möten avgjordes genom en direkt avgörande match. De två sista lagen i serien spelade om femteplatsen.

### Metod för att bestämma tabellplacering
I gruppspelet gällde att om slutresultatet var 3-0, tilldelades det vinnande laget 5 poäng och det förlorande laget 0 poäng, om slutresultatet var 3-1 var istället fördelningen 4 respektive 1 poäng och om slutresultatet var 3-2 var fördelningen 3 respektive två poäng. Denna poängfördelning skiljde sig från de poängfördelning som brukar användas där ett lag som mest kan få tre poäng och poängfördelningen är densamma för segrar med 3-0 och 3-1 i set. Placeringen i gruppen bestämdes av i tur och ordning:
- Antal vunna matcher
- Poäng
- Kvot vunna/förlorade set
- Kvot vunna/förlorade bollpoäng
- Inbördes möte

## Turneringen

### Resultat
| 13 september 2021 Palacio del Voleibol, Santo Domingo Speltid: 1:22 - Åskådare: 200   | Puerto Rico             | 3 - 0 | Kanada      | 17-25, 25-16, 25-18               |
| 13 september 2021 Palacio del Voleibol, Santo Domingo Speltid: 2:09 - Åskådare: 1 000 | USA                     | 3 - 1 | Mexiko      | 21-25, 25-17, 26-24, 29-27        |
| 13 september 2021 Palacio del Voleibol, Santo Domingo Speltid: 1:18 - Åskådare: 2 500 | Dominikanska republiken | 3 - 0 | Kuba        | 25-17, 25-12, 25-20               |
| 14 september 2021 Palacio del Voleibol, Santo Domingo Speltid: 1:08 - Åskådare: 300   | Kuba                    | 0 - 3 | Kanada      | 11-25, 14-25, 10-25               |
| 14 september 2021 Palacio del Voleibol, Santo Domingo Speltid: 1:20 - Åskådare: 400   | USA                     | 3 - 0 | Puerto Rico | 25-19, 25-14, 25-17               |
| 14 september 2021 Palacio del Voleibol, Santo Domingo Speltid: 1:28 - Åskådare: 1 000 | Dominikanska republiken | 3 - 0 | Mexiko      | 25-22, 25-12, 25-17               |
| 15 september 2021 Palacio del Voleibol, Santo Domingo Speltid: 2:14 - Åskådare: 500   | Kuba                    | 2 - 3 | Mexiko      | 25-22, 24-26, 25-17, 16-25, 10-15 |
| 15 september 2021 Palacio del Voleibol, Santo Domingo Speltid: 1:18 - Åskådare: 1 500 | USA                     | 3 - 0 | Kanada      | 25-22, 25-16, 25-18               |
| 15 september 2021 Palacio del Voleibol, Santo Domingo Speltid: 1:17 - Åskådare: 3 850 | Dominikanska republiken | 3 - 0 | Puerto Rico | 25-11, 25-10, 25-20               |
| 16 september 2021 Palacio del Voleibol, Santo Domingo Speltid: 1:45 - Åskådare: 200   | Mexiko                  | 3 - 1 | Puerto Rico | 19-25, 25-15, 25-13, 25-15        |
| 16 september 2021 Palacio del Voleibol, Santo Domingo Speltid: 1:12 - Åskådare: 400   | USA                     | 3 - 0 | Kuba        | 25-11, 25-18, 25-17               |
| 16 september 2021 Palacio del Voleibol, Santo Domingo Speltid: 1:16 - Åskådare: 2 000 | Dominikanska republiken | 3 - 0 | Kanada      | 25-11, 25-15, 25-20               |
| 17 september 2021 Palacio del Voleibol, Santo Domingo Speltid: 1:47 - Åskådare: 500   | Puerto Rico             | 1 - 3 | Kuba        | 25-15, 21-25, 20-25, 19-25        |
| 17 september 2021 Palacio del Voleibol, Santo Domingo Speltid: 2:21 - Åskådare: 3 000 | Kanada                  | 2 - 3 | Mexiko      | 24-26, 25-22, 22-25, 25-17, 12-15 |
| 17 september 2021 Palacio del Voleibol, Santo Domingo Speltid: 1:18 - Åskådare: 4 500 | Dominikanska republiken | 3 - 0 | USA         | 25-22, 25-15, 25-13               |

### Sluttabell
| Pos. | Lag                     | Pt | G | V | P | VS | FS | Kvot  | VP  | FP  | Kvot  |
| ---- | ----------------------- | -- | - | - | - | -- | -- | ----- | --- | --- | ----- |
| 1.   | Dominikanska republiken | 25 | 5 | 5 | 0 | 15 | 0  | MAX   | 375 | 237 | 1,582 |
| 2.   | USA                     | 19 | 5 | 4 | 1 | 12 | 4  | 3,000 | 376 | 320 | 1,175 |
| 3.   | Mexiko                  | 11 | 5 | 3 | 2 | 10 | 11 | 0,909 | 448 | 452 | 0,991 |
| 4.   | Kanada                  | 12 | 5 | 2 | 3 | 8  | 9  | 0,888 | 360 | 341 | 1,055 |
| 5.   | Kuba                    | 6  | 5 | 1 | 4 | 5  | 13 | 0,384 | 320 | 415 | 0,771 |
| 6.   | Puerto Rico             | 2  | 5 | 0 | 5 | 2  | 15 | 0,133 | 295 | 409 | 0,721 |

      Kvalificerade för semifinal.
      Vidare till spel om femteplats

### Slutspelsrundan

#### Spelschema
|  | Semifinaler | Semifinaler             | Semifinaler |                         |   | Final               | Final               | Final               |  |
|  |             |                         |             |                         |   |                     |                     |                     |  |
|  | 2           | USA                     | 1           |                         |   |                     |                     |                     |  |
|  | 2           | USA                     | 1           |                         |   |                     |                     |                     |  |
|  | 3           | Mexiko                  | 3           |                         |   |                     |                     |                     |  |
|  | 3           | Mexiko                  | 3           |                         | 3 | Mexiko              | 0                   |                     |  |
|  |             |                         |             |                         | 3 | Mexiko              | 0                   |                     |  |
|  |             |                         | 1           | Dominikanska republiken | 3 |                     |                     |                     |  |
|  | 1           | Dominikanska republiken | 1           | Dominikanska republiken | 3 | 3                   |                     |                     |  |
|  | 1           | Dominikanska republiken |             |                         |   | 3                   |                     |                     |  |
|  | 4           | Kanada                  | 0           |                         |   | Match om tredjepris | Match om tredjepris | Match om tredjepris |  |
|  | 4           | Kanada                  | 0           |                         |   |                     |                     |                     |  |
|  |             |                         |             |                         |   |                     |                     |                     |  |
|  |             |                         |             |                         |   | 2                   | USA                 | 3                   |  |
|  |             |                         |             |                         |   | 2                   | USA                 | 3                   |  |
|  |             |                         |             |                         |   | 4                   | Kanada              | 0                   |  |

##### Semifinaler
| 18 september 2021 Palacio del Voleibol, Santo Domingo Speltid: 2:12 - Åskådare: 2 000 | USA                     | 1 - 3 | Mexiko | 25-22, 21-25, 23-25, 19-25 |
| 18 september 2021 Palacio del Voleibol, Santo Domingo Speltid: 1:27 - Åskådare: 3 000 | Dominikanska republiken | 3 - 0 | Kanada | 25-15, 25-20, 25-21        |

##### Match om tredjepris
| 19 september 2021 Palacio del Voleibol, Santo Domingo Speltid: 1:23 - Åskådare: 3 000 | USA | 3 - 0 | Kanada | 26-24, 25-17, 25-17 |

##### Final
| 19 september 2021 Palacio del Voleibol, Santo Domingo Speltid: 1:34 - Åskådare: 5 000 | Mexiko | 0 - 3 | Dominikanska republiken | 15-25, 21-25, 14-25 |

#### Match om femteplats
| 18 september 2021 Palacio del Voleibol, Santo Domingo Speltid: 1:30 - Åskådare: 500 | Kuba | 3 - 0 | Puerto Rico | 25-19, 25-23, 25-20 |

## Slutplaceringar
| Pos | Lag                     |
| --- | ----------------------- |
|     | Dominikanska republiken |
|     | Mexiko                  |
|     | USA                     |
| 4.  | Kanada                  |
| 5.  | Kuba                    |
| 6.  | Puerto Rico             |

## Individuella utmärkelser
| Utmärkelse              | Namn               | Lag                     |
| ----------------------- | ------------------ | ----------------------- |
| Mest värdefulla spelare | Prisilla Rivera    | Dominikanska republiken |
| Bästa poängvinnare      | Fernanda Rodríguez | Mexiko                  |
| Bästa servare           | Gaila González     | Dominikanska republiken |
| Bästa försvarare        | Brenda Castillo    | Dominikanska republiken |
| Bästa mottagare         | Brenda Castillo    | Dominikanska republiken |
| Bästa passare           | Brie O'Reilly      | Kanada                  |
| Bästa högerspiker       | Fernanda Rodríguez | Mexiko                  |
| Bästa vänsterspiker     | Prisilla Rivera    | Dominikanska republiken |
| Bästa vänsterspiker     | Veronica Jones     | USA                     |
| Bästa center            | Jineiry Martínez   | Dominikanska republiken |
| Bästa center            | Alison Bastianelli | USA                     |
| Bästa libero            | Brenda Castillo    | Dominikanska republiken |